# Jujuy (metropolitana di Buenos Aires)
Jujuy è una stazione della linea E della metropolitana di Buenos Aires. Si trova sotto l'intersezione delle avenida San Juan e Jujuy, nel barrio di San Cristóbal.
È un'importante stazione di scambio perché permette l'accesso alla stazione di Humberto I della linea H. La stazione è stata proclamata monumento storico nazionale il 16 maggio 1997.

## Storia
La stazione fu costruita dalla compagnia ispano-argentina CHADOPyF e inaugurata il 20 giugno 1944 come parte del primo segmento compreso tra General Urquiza e San José.

## Interscambi
Nelle vicinanze della stazione effettuano fermata diverse linee di autobus urbani ed interurbani.
- Fermata metropolitana (Humberto I, linea H)
- Fermata autobus

## Servizi
La stazione dispone di:
- Biglietteria a sportello
- Biglietteria automatica